# Homaloptera weberi
Homaloptera weberi är en fiskart som beskrevs av Hora 1932. Homaloptera weberi ingår i släktet Homaloptera och familjen grönlingsfiskar. Inga underarter finns listade i Catalogue of Life.